# Saint-Raphaël Var Handball
Saint-Raphaël Var Handball ist ein französischer Sportverein aus Saint-Raphaël, dessen Handballmannschaft in der 1. Französischen Liga spielt. Im Jahr 1963 wurde er als Handballabteilung in der Association Sportive Fréjus-Saint Raphael (l’ASFSR) gegründet. Seit 1995 besitzt der Verein den heutigen Namen. Der Namensbestandteil Var steht für das Département Var.

## Erfolge
- 1983: Aufstieg in die Nationale 3
- 1992: Aufstieg in die Nationale 2
- 1994: Aufstieg in die Nationale 1
- 1996: Halbfinale in der Coupe de France
- 2004: Aufstieg in die Division 1
- 2007: Wiederaufstieg als Meister der D2 in die 1. Liga
- 2010: Finale in der Coupe de la Ligue und Qualifikation zum Europapokal
- 2012: Finale in der Coupe de la Ligue
- 2014: Finale in der Coupe de la Ligue
- 2018 Finalist im EHF-Pokal

In der Saison 2012/13 scheiterte Saint-Raphaël im Wild-Card-Turnier zur EHF Champions League im Finale am späteren Champions-League-Sieger HSV Hamburg 31:32 nach Verlängerung.

## Kader 2024/25
| Nr. | Spieler                   | Pos. | Geburtstag |
| --- | ------------------------- | ---- | ---------- |
| 01  | Rangel da Rosa            | TH   | 11.05.1996 |
| 04  | Andreas Lang              | RR   | 01.09.1996 |
| 08  | Jonathan Mapu             | KM   | 10.03.1998 |
| 09  | José María Márquez Coloma | RM   | 20.12.1996 |
| 10  | Martial Caïs              | RA   | 07.03.2002 |
| 12  | Alexandre Demaille        | TH   | 22.04.1993 |
| 15  | Quinten Colman            | RR   | 15.10.1996 |
| 17  | Benjamin Bataille         | RL   | 25.07.1992 |
| 20  | Raphaël Caucheteux        | LA   | 09.05.1985 |
| 24  | Arthur Vigneron           | RA   | 30.01.1995 |
| 28  | Sérgio Pérez Manzanares   | RM   | 31.08.2000 |
| 36  | Johannes Marescot         | KM   | 04.04.1994 |
| 93  | Micke Brasseleur          | RR   | 16.04.1993 |
| 97  | Drevy Paschal             | LA   | 16.07.2001 |

## Bekannte ehemalige Spieler
- Arnór Atlason
- Xavier Barachet
- Johan Boisedu
- Slaviša Đukanović
- Dan Rares Fortuneanu
- Christian Gaudin
- Wissem Hmam
- Stéphane Joulin
- David Juříček
- Geoffroy Krantz
- Heykel Megannem
- Morten Olsen
- Yohann Ploquin
- Daniel Sarmiento
- Jan Stehlík

## Bisherige Trainer
- Željko Anić (bis 2004)
- Rudy Bertsch (2004–2005)
- Christian Gaudin (2005–2014)
- Joël da Silva (2014–2019, Trainer der Saison 2015/16)
- Rareș Fortuneanu (2019–2022)
- Benjamin Braux (seit 2022)

## Bisherige Präsidenten
- 1963–1965 Marcel Tafani
- 1965–1974 Jacky Soler
- 1974–1976 Alain Sanchez
- 1976–1977 Jacky Soler
- 1977–1984 Maurice Odin
- 1984–1987 Guy Rivard
- 1987–2020 Jean-François Krakowski
- 2020–2022 Emmanuel Murzereau
- 2022–heute Pascal Bacchi